# Copa de Alemania 1991-92
La Copa de Alemania 1991-92 fue la 49.ª edición de la copa de fútbol anual de Alemania que se jugó del 1 de agosto de 1991 al 23 de mayo de 1992 y que contó con la participación de 88 equipos.
Fue la primera edición tras la reunificación alemana y luego de que la Nordostdeutscher Fußballverband se uniera a la Asociación Alemana de Fútbol el 21 de noviembre de 1990 los equipos provenientes de Alemania Democrática participarián en la Copa de Alemania por primera vez.
A partir de esta edición la Asociación Alemana de Fútbol decidió eliminar los partidos de desempate, siendo el sistema reemplazado por tiempos extra y penales para definir al ganador en caso de empate durante el tiempo reglamentario.
El Hannover 96 venció al Borussia Monchengladbach en la final jugada en el Estadio Olímpico de Berlín para ser campeón de copa por primera vez, siendo ésta la primera vez desde la creación de la Bundesliga de Alemania en 1963 que un equipo de la segunda categoría se coronaba campeón de copa.

## Clasificación del Noroeste
Los siguientes 31 equipos participaron en la ronda clasfificatoria:
| NOFV-Oberliga Lugares 13 y 14 de la temporada 1990/91 | NOFV-Liga Grupo A Lugares del 2 al 15 de la temporada 1990/91 | NOFV-Liga Grupo B Lugares del 2 al 16 de la temporada 1990/91 |
| - FC Energie Cottbus - FC Victoria 91 Frankfurt       | - SV Chemie Guben - BSV Spindlersfeld - Bischofswerdaer FV 08 - PFV Bergmann-Borsig - SV Post Telekom Neubrandenburg - FSV Hoyerswerda - FSV Lok Altmark Stendal - FC Stahl Hennigsdorf - FSV Glückauf Brieske-Senftenberg - Greifswalder SC - SV Hafen Rostock 61 - FSV Rot-Weiß Prenzlau - SV Motor Eberswalde - PSV Schwerin | - FC Wismut Aue - SV Stahl Thale - Chemnitzer SV 1951 Heckert - FSV Soemtron Sömmerda - FSV Wismut Gera - 1. FC Markkleeberg - FC Meißen - Bornaer SV - SC 1903 Weimar - Riesaer SV Blau-Weiß - 1. Suhler SV - FSV Wacker 90 Nordhausen - FC Anhalt Dessau - FSV Kali Werra Tiefenort - SV Germania Ilmenau |

### Primera Ronda
| 1-6-1991                         |            |                                |
| SV Chemie Guben                  | Acreditado | PSV Schwerin                   |
| FV Motor Eberswalde              | 5 – 1      | FC Stahl Hennigsdorf           |
| FSV Rot-Weiß Prenzlau            | 2 – 8      | PFV Bergmann-Borsig            |
| FC Victoria 91 Frankfurt         | 4 – 2      | BSV Spindlersfeld              |
| FSV Hoyerswerda                  | 2 – 1      | FSV Lok Altmark Stendal        |
| Bischofswerdaer FV 08            | Acreditado | SV Hafen Rostock 61            |
| Greifswalder SC                  | 3 – 1      | SV Post Telekom Neubrandenburg |
| Riesaer SV Blau-Weiß             | 5 – 1      | FC Anhalt Dessau               |
| FC Wismut Aue                    | 3 – 0      | 1. FC Markkleeberg             |
| FSV Soemtron Sömmerda            | 1 – 2      | FSV Wismut Gera                |
| FSV Kali Werra Tiefenort         | 1 – 6      | SC 1903 Weimar                 |
| Bornaer SV                       | 1 – 4      | SV Stahl Thale                 |
| FC Energie Cottbus               | 0 – 2      | FSV Wacker 90 Nordhausen       |
| SV Germania Ilmenau              | Acreditado | Chemnitzer SV 1951 Heckert     |
| FC Meißen                        | Acreditado | 1. Suhler SV                   |
| FSV Glückauf Brieske-Senftenberg | bye        |                                |

### Segunda Ronda
| 9-6-1991                   |            |                                  |                    |
| PFV Bergmann-Borsig        | 3 – 1      | FSV Wismut Gera                  |                    |
| SV Motor Eberswalde        | 1 – 1      | FSV Hoyerswerda                  | (AET) (3 - 4 pen.) |
| SV Stahl Thale             | 2 – 2      | Greifswalder SC                  | (AET) (5 – 4 pen.) |
| FC Wismut Aue              | 2 – 1      | FSV Glückauf Brieske-Senftenberg |                    |
| SV Chemie Guben            | 4 – 3      | Bischofswerdaer FV 08            |                    |
| Chemnitzer SV 1951 Heckert | 0 – 1      | 1. Suhler SV                     |                    |
| Riesaer SV Blau-Weiß       | 3 – 1      | SC 1903 Weimar                   |                    |
| FSV Wacker 90 Nordhausen   | Acreditado | FC Victoria 91 Frankfurt         |                    |

### Tercera Ronda
| 16-6-1991                |       |                      |                    |
| FC Wismut Aue            | 4 – 2 | FSV Hoyerswerda      |                    |
| FSV Wacker 90 Nordhausen | 2 – 3 | PFV Bergmann-Borsig  |                    |
| SV Chemie Guben          | 4 – 2 | 1. Suhler SV         |                    |
| Greifswalder SC          | 3 – 3 | Riesaer SV Blau-Weiß | (AET) (5 – 3 pen.) |

## Participantes
Los siguientes 88 equipos participaron en la copa:
| Bundesliga los 18 equipos de la temporada 1990/91 | 2. Bundesliga los 20 equipos de la temporada 1990/91 | Equipos del Noroeste 14 equipos de la Oberliga y la Liga |
| - 1. FC Kaiserslautern - Bayern Munich - Werder Bremen - Eintracht Frankfurt - Hamburger SV - VfB Stuttgart - 1. FC Köln - Bayer Leverkusen - Borussia Mönchengladbach - Borussia Dortmund - SG Wattenscheid - Fortuna Düsseldorf - Karlsruher SC - VfL Bochum - 1. FC Nürnberg - FC St. Pauli - Bayer Uerdingen - Hertha BSC | - Schalke 04 - MSV Duisburg - Stuttgarter Kickers - FC Homburg - 1. FC Saarbrücken - Blau-Weiß 90 Berlin - Waldhof Mannheim - Mainz 05 - SC Freiburg - Hannover 96 - Fortuna Köln - VfB Oldenburg - Eintracht Braunschweig - VfL Osnabrück - Rot-Weiss Essen - SV Meppen - Darmstadt 98 - Preußen Münster - TSV Havelse - Schweinfurt 05 | - NOFV-Oberliga (Lugares del 1 al 6) Hansa Rostock Dynamo Dresden Rot-Weiß Erfurt Hallescher FC Chemnitzer FC Carl Zeiss Jena - Clasificación a la 2. Bundesliga (Lugares 1 y 2 de ambos grupos) Stahl Brandenburg FC Berlin VfB Leipzig Stahl Eisenhüttenstadt - DFB-Pokal qualification (4 equipos clasificaron) Wismut Aue Bergmann-Borsig 1. Suhler SV Greifswalder SC |
| Los equipos de las asociaciones regionales y los finalistas de los campeonatos aficionados 34 equipos de las 22 asociaciones regionales de la DFB, junto a los 2 finalistas del campeonato alemán de fútbol de aficionados | | |
| - Baden Karlsruher SC Amateure - Baviera SC Bamberg SpVgg Fürth SpVgg Weiden SpVgg Unterhaching - Berlin (Oriental) Blau-Gelb Berlin - Berlin (Occidental) Türkiyemspor Berlin NSC Marathon 02 - Brandeburgo ESV Lok Cottbus - Bremen Bremer SV - Hamburgo Hamburger SV Amateure - Hesse Viktoria Aschaffenburg SC Neukirchen | - Baja Renania FC Remscheid - Baja Sajonia TSV Krähenwinkel/Kaltenweide VfL Wolfsburg Arminia Hannover - Mecklenburgo-Vorpommern Blau-Weiß Parchim - Media Renania Viktoria Köln SC Jülich - Renania SpVgg EGC Wirges Eintracht Trier - Sarre Rot-Weiß Hasborn-Dautweiler - Sajonia SpVgg Zschopau - Sajonia-Anhalt Rot-Weiß Wernigerode | - Schleswig-Holstein Holstein Kiel - Baden del Sur Freiburger FC - Suroeste Viktoria Herxheim - Turingia SV 1910 Kahla - Westfalia Arminia Bielefeld Borussia Dortmund Amateure SpVg Brakel - Wurtemberg TSG Backnang SSV Reutlingen - Campeonato Aficionado Werder Bremen Amateure SpVgg Ludwigsburg                                                                      |

## Resultados

### Primera Ronda
| 27-7-1991            |       |                                |                    |
| SV Viktoria Herxheim | 2 – 3 | FC St. Pauli                   | (AET)              |
| FC Wismut Aue        | 2 – 4 | VfB Leipzig                    | (AET)              |
| FSV Cottbus 99       | 0 – 3 | VfB Oldenburg                  |                    |
| 1. FC Schweinfurt 05 | 1 – 6 | Waldhof Mannheim               |                    |
| SC Julich            | 2 – 1 | Hertha BSC                     |                    |
| Arminia Bielefeld    | 1 – 0 | FSV Mainz 05                   |                    |
| Karlsruher SC        | 1 – 0 | SV Meppen                      |                    |
| SpVgg Furth          | 1 – 0 | FC Carl Zeiss Jena             |                    |
| Greifswalder SC 1926 | 2 – 2 | BSV Brandenburg                | (AET) (3 – 1 pen.) |
| 1-8-1991             |       |                                |                    |
| SpVgg Weiden         | 1 – 2 | SV Darmstadt 98                | (AET)              |
| SV 1910 Kahla        | 1 – 4 | FC Rot-Weiß Erfurt             |                    |
| SpVgg Unterhaching   | 0 – 0 | KFC Uerdingen 05               | (AET) (1 – 3 pen.) |
| Marathon 1902 Berlin | 0 – 7 | Hannover 96                    |                    |
| SC Neukirchen 1899   | 1 – 3 | Hallescher FC                  |                    |
| Freiburger FC        | 3 – 1 | Chemnitzer FC                  |                    |
| FC Berlin            | 0 – 2 | SC Freiburg                    |                    |
| Glas Chemie Wirges   | 1 – 6 | FC 08 Homburg                  |                    |
| Blau-Weiß Parchim    | 1 – 0 | Eisenhüttenstädter FC Stahl    |                    |
| Türkiyemspor Berlin  | 2 – 1 | Blau-Weiß 90 Berlin            |                    |
| Bremer SV            | 0 – 7 | SC Fortuna Köln                |                    |
| Preußen Münster      | 1 – 2 | VfL Osnabrück                  |                    |
| Borussia Dortmund II | 2 – 5 | 1. FC Saarbrücken              |                    |
| SpVgg 07 Ludwigsburg | 3 – 2 | Eintracht Braunschweig         |                    |
| SpVgg Zschopau       | 2 – 3 | SV Rot-Weiß Hasborn-Dautweiler | (AET)              |

### Segunda Ronda
| 16-8-1991                |       |                         |                    |
| SV Werder Bremen II      | 1 – 5 | VfB Stuttgart           |                    |
| VfL Bochum               | 2 – 3 | Hannover 96             |                    |
| Arminia Bielefeld        | 0 – 2 | Borussia Dortmund       |                    |
| SpVgg Fürth              | 0 – 3 | SV Waldhof Mannheim     |                    |
| SSV Reutlingen           | 4 – 1 | TSV Krähenwinkel        |                    |
| 17-8-1991                |       |                         |                    |
| Borussia Mönchengladbach | 2 – 0 | SG Wattenscheid 09      |                    |
| Greifswalder SC 1926     | 0 – 2 | Dynamo Dresden          |                    |
| MSV Duisburg             | 0 – 2 | 1. FC Kaiserslautern    | (AET)              |
| FC Bayern Munich         | 2 – 4 | FC 08 Homburg           | (AET)              |
| F.C. Hansa Rostock       | 3 – 1 | SV Darmstadt 98         |                    |
| Fortuna Düsseldorf       | 2 – 1 | FC St. Pauli            |                    |
| FC Rot-Weiß Erfurt       | 2 – 1 | FC Schalke 04           |                    |
| TSV Havelse              | 0 – 0 | 1. FC Nürnberg          | (AET) (4 – 2 pen.) |
| SpVgg 07 Ludwigsburg     | 1 – 6 | Eintracht Frankfurt     |                    |
| Blau-Gelb Berlin         | 0 – 5 | VfB Leipzig             |                    |
| Holstein Kiel            | 1 – 2 | KFC Uerdingen 05        |                    |
| Bergmann Borsig Berlin   | 2 – 1 | SC Freiburg             |                    |
| SpVgg Brakel             | 0 – 3 | SC Fortuna Köln         |                    |
| SV Rot-Weiß Hasborn      | 1 – 1 | VfL Osnabrück           | (AET) (5 – 4 pen.) |
| TSG Backnang             | 1 – 3 | 1. Suhler SV 06         |                    |
| VfL Wolfsburg            | 4 – 3 | Viktoria Aschaffenburg  | (AET)              |
| Viktoria Köln            | 2 – 0 | Blau-Weiß Parchim       |                    |
| Rot-Weiß Wernigerode     | 0 – 4 | 1. FC Köln              |                    |
| Freiburger FC            | 3 – 2 | Karlsruher SC II        |                    |
| Türkiyemspor Berlin      | 0 – 4 | Stuttgarter Kickers     |                    |
| Rot-Weiss Essen          | 0 – 2 | Karlsruher SC           |                    |
| Eintracht Frankfurt      | 0 – 2 | Bayer 04 Leverkusen     |                    |
| FC Remscheid             | 2 – 0 | VfB Oldenburg           |                    |
| Hamburger SV II          | 1 – 0 | Hallescher FC           |                    |
| SC Bamberg               | 4 – 1 | 1. FC Saarbrücken       |                    |
| Arminia Hannover         | 1 – 5 | SC Jülich 1910          |                    |
| SV Eintracht Trier       | 0 – 2 | TSV Bayer 04 Leverkusen |                    |

### Tercera Ronda
| 4-9-1991            |       |                          |                    |
| Fortuna Düsseldorf  | 1 – 3 | SV Werder Bremen         |                    |
| Bayer 04 Leverkusen | 2 – 0 | 1. FC Köln               |                    |
| Eintracht Frankfurt | 0 – 1 | Karlsruher SC            |                    |
| Stuttgarter Kickers | 3 – 1 | VfB Leipzig              | (AET)              |
| Borussia Dortmund   | 2 – 3 | Hannover 96              |                    |
| FC 08 Homburg       | 0 – 0 | 1. FC Kaiserslautern     | (AET) (1 – 3 pen.) |
| SC Fortuna Köln     | 5 – 3 | F.C. Hansa Rostock       | (AET)              |
| 1. Suhler SV 06     | 0 – 5 | Dynamo Dresden           |                    |
| VfL Wolfsburg       | 1 – 3 | VfB Stuttgart            |                    |
| SSV Reutlingen      | 3 – 1 | FC Rot-Weiß Erfurt       |                    |
| Freiburger FC       | 1 – 0 | SV Rot-Weiß Hasborn      |                    |
| Hamburger SV II     | 0 – 0 | Bergmann Borsig Berlin   | (AET) (6 – 5 pen.) |
| SC Bamberg          | 4 – 0 | TSV Havelse              |                    |
| SC Jülich 1910      | 0 – 1 | Borussia Mönchengladbach |                    |
| Viktoria Köln       | 1 – 0 | SV Waldhof Mannheim      |                    |
| FC Remscheid        | 1 – 3 | KFC Uerdingen 05         |                    |

## Cuarta Ronda
| 25-9-1991                |       |                      |       |
| SSV Reutlingen           | 2 – 3 | Bayer 04 Leverkusen  | (AET) |
| SV Werder Bremen         | 4 – 1 | Dynamo Dresden       |       |
| Borussia Mönchengladbach | 2 – 0 | SC Fortuna Köln      |       |
| Hannover 96              | 1 – 0 | KFC Uerdingen 05     |       |
| Freiburger FC            | 1 – 6 | VfB Stuttgart        |       |
| SC Bamberg               | 0 – 1 | 1. FC Kaiserslautern |       |
| Viktoria Köln            | 1 – 2 | Stuttgarter Kickers  | (AET) |
| Hamburger SV II          | 0 – 1 | Karlsruher SC        |       |

### Cuartos de final
| 29-10-1991 | Borussia Mönchengladbach       | 2 – 0 | Stuttgarter Kickers | Bökelbergstadion, Mönchengladbach                  |                                                    |
|            | Klinkert 18' · Kastenmaier 89' |       |                     | Asistencia: 13 500 espectadores Árbitro(s): Kasper | Asistencia: 13 500 espectadores Árbitro(s): Kasper |

| 30-10-1991 | Bayer 04 Leverkusen  | 1 – 0 (t. s.) | VfB Stuttgart | Ulrich-Haberland-Stadion, Leverkusen                  |                                                       |
|            | Buchwald 110' (a.g.) | Reporte       |               | Asistencia: 10 000 espectadores Árbitro(s): Steinborn | Asistencia: 10 000 espectadores Árbitro(s): Steinborn |

| 30-10-1991 | Hannover 96 | 1 – 0   | Karlsruher SC | Niedersachsenstadion, Hanover                     |                                                   |
|            | Kuhlmey 70' | Reporte |               | Asistencia: 28 000 espectadores Árbitro(s): Lower | Asistencia: 28 000 espectadores Árbitro(s): Lower |

| 3-12-1991 | SV Werder Bremen               | 2 – 0   | 1. FC Kaiserslautern | Weserstadion, Bremen                                |                                                     |
|           | Harttgen 17' · Kohn 66' (pen.) | Reporte |                      | Asistencia: 20 000 espectadores Árbitro(s): Stenzel | Asistencia: 20 000 espectadores Árbitro(s): Stenzel |

### Semifinales
| 7-4-1992 | Borussia Mönchengladbach     | 2 – 2 (t. s.)(2 – 0 p.)    | Bayer 04 Leverkusen                  | Bökelbergstadion, Mönchengladbach                   |                                                     |
|          | Kastenmaier 60' · Criens 95' | Reporte                    | Kirsten 51' · Thom 119'              | Asistencia: 34 000 espectadores Árbitro(s): Strigel | Asistencia: 34 000 espectadores Árbitro(s): Strigel |
|          |                              | Tiros desde el punto penal |                                      |                                                     |                                                     |
|          | Max · Steffen · Neun · Fach  |                            | Jorginho · Herrlich · Lupescu · Kree |                                                     |                                                     |

| 8-4-1992 | Hannover 96                                                           | 1 – 1 (t. s.)(6 – 5 p.)    | Werder Bremen                                             | Niedersachsenstadion, Hanover                         |                                                       |
|          | Koch 95'                                                              | Reporte                    | Bratseth 97'                                              | Asistencia: 57 000 espectadores Árbitro(s): Habermann | Asistencia: 57 000 espectadores Árbitro(s): Habermann |
|          |                                                                       | Tiros desde el punto penal |                                                           |                                                       |                                                       |
|          | Đelmaš · Surmann · Wójcicki · Sirocks · Freund · Schjønberg · Sievers |                            | Kohn · Rufer · Bratseth · Legat · Borowka · Wolter · Bode |                                                       |                                                       |

### Final
| 23 de mayo de 1992 | Hannover 96                                           | 0–0 (t. s.)(4–3 p.)        | Borussia Mönchengladbach                      | Olympiastadion, Berlin                                |                                                       |
|                    |                                                       | Reporte                    |                                               | Asistencia: 76 200 espectadores Árbitro(s): Heynemann | Asistencia: 76 200 espectadores Árbitro(s): Heynemann |
|                    |                                                       | Tiros desde el punto penal |                                               |                                                       |                                                       |
|                    | Đelmaš · Wójcicki · Freund · Kretzschmar · Schjønberg |                            | Kastenmaier · Criens · Pflipsen · Fach · Neun |                                                       |                                                       |

| Hannover 96 | Borussia Mönchengladbach |

| ARQ               | 1  | Jörg Sievers       |            |      |
| DEF               | 6  | Roman Wójcicki     |            |      |
| DEF               | 2  | Jörg-Uwe Klütz     | Amonestado |      |
| DEF               | 3  | Axel Sundermann    |            |      |
| DEF               | 4  | Bernd Heemsoth     |            | 119' |
| MED               | 5  | Jörg Kretzschmar   |            |      |
| MED               | 10 | Karsten Surmann    |            |      |
| MED               | 8  | Oliver Freund      |            |      |
| MED               | 7  | Michael Schjønberg |            |      |
| DEL               | 11 | Michael Koch       |            | 68'  |
| DEL               | 9  | Miloš Đelmaš       | Amonestado |      |
| Substitutos:      |    |                    |            |      |
| DEF               | 14 | Mathias Kuhlmey    |            | 119' |
| DEL               | 15 | Uwe Jursch         |            | 68'  |
| Entrenador:       |    |                    |            |      |
| Michael Lorkowski |    |                    |            |      |

| ARQ             | 1  | Uwe Kamps             |            |     |
| DEF             | 3  | Holger Fach           |            |     |
| DEF             | 5  | Thomas Huschbeck      |            | 46' |
| DEF             | 4  | Michael Klinkert      |            |     |
| DEF             | 2  | Thomas Kastenmaier    | Amonestado |     |
| MED             | 8  | Karlheinz Pflipsen    |            |     |
| MED             | 6  | Christian Hochstätter | Amonestado |     |
| MED             | 7  | Martin Schneider      |            |     |
| MED             | 10 | Jörg Neun             |            |     |
| DEL             | 11 | Martin Max            |            | 76' |
| DEL             | 9  | Hans-Jörg Criens      |            |     |
| Substitutos:    |    |                       |            |     |
| DEF             | 15 | Joachim Stadler       |            | 46' |
| DEL             | 14 | Martin Dahlin         |            | 76' |
| Entrenador:     |    |                       |            |     |
| Jürgen Gelsdorf |    |                       |            |     |